# Cuadrangular de Santiago 1965
El Cuadrangular de Santiago 1965 corresponde a un Torneo Internacional de fútbol. Jugado durante el mes de octubre, en los días domingo 10 y martes 12, este último día festivo conmemorativo del Descubrimiento América.
Se aprovechó que el partido del torneo de primera división se suspendió, porque el día 12 la Selección de Chile, definía en Lima Perú, la clasificación al Mundial de Inglaterra 1966, en horario nocturno contra la Selección de Ecuador. 
El título fue ganado por Colo-Colo.

## Datos de los equipos participantes
| Equipo               | Calidad                                                     |
| -------------------- | ----------------------------------------------------------- |
| Universidad Católica | Anfitrión y subcampeón de la Primera División de Chile 1964 |
| Colo-Colo            | Anfitrión y cuarto de la Primera División de Chile 1964     |
| Atlanta              | Invitado y quinto de la Primera División de Argentina 1964  |
| Lanús                | Invitado y campeón en la Primera B 1964.                    |

### Aspectos generales

#### Modalidad
El torneo se jugó dos fechas, bajo el sistema de eliminación directa, así el tercer y cuarto lugar lo definen los equipos que resultaron perdedores en la primera fecha y la final enfrenta a los dos equipos ganadores de la primera fecha, resultando campeón aquel equipo que gana sus dos partidos.

## Partidos

### Semifinales
| 10 de octubre de 1965 | Universidad Católica                  | 2:1 | Atlanta    | Estadio Nacional de Santiago, Santiago                      |                                                             |
|                       | Julio Gallardo 1' · Armando Tobar 50' |     | Sarich 40' | Asistencia: 25.333 espectadores Árbitro(s): Domingo Massaro | Asistencia: 25.333 espectadores Árbitro(s): Domingo Massaro |

| 10 de octubre de 1965 | Colo-Colo                                 | 3:1 | Lanús      | Estadio Nacional de Santiago, Santiago                           |                                                                  |
|                       | Roberto Rojas 28', 50' · Francisco Valdés |     | Acosta 37' | Asistencia: 25.333 espectadores Árbitro(s): Carlos Robles Robles | Asistencia: 25.333 espectadores Árbitro(s): Carlos Robles Robles |

### Tercer puesto
| 12 de octubre de 1965 | Atlanta                                              | 4:3 | Lanús                                 | Estadio Nacional de Santiago, Santiago                     |                                                            |
|                       | Cabrera 35' · Luna 47' · Andrade 75' · Domínguez 85' |     | Silva 4' · De Mario 15' · Tedesco 19' | Asistencia: 18.109 espectadores Árbitro(s): Claudio Vicuña | Asistencia: 18.109 espectadores Árbitro(s): Claudio Vicuña |

### Final
| 12 de octubre de 1965 | Colo-Colo                                                                             | 5:1 | Universidad Católica | Estadio Nacional de Santiago, Santiago                 |                                                        |
|                       | Roberto Rojas 9', 44' · Sergio Ramírez 13' · Elson Beyruth 47' · Roberto Frojuelo 79' |     | Barrales 7'          | Asistencia: 18.109 espectadores Árbitro(s): Mario Gasc | Asistencia: 18.109 espectadores Árbitro(s): Mario Gasc |

## Campeón
| Chile     |
| Colo-Colo |